# Test cricket

El test cricket es una forma de disputa de partidos de selecciones nacionales de críquet. Es la modalidad de partido de críquet de mayor duración. El estatus de partido test lo otorga el Consejo Internacional de Críquet a los encuentros disputados por las mejores selecciones nacionales del mundo, consideradas la élite de este deporte. 

El encuentro transcurre normalmente entre 4 y, a lo sumo, 5 días, entre dos equipos de 11 jugadores, con cuatro innings de entrada, en el cual todos los jugadores deben batear, motivo por el que el encuentro puede durar días, ya que debe completarse la rotación. Por ello, tiene la consideración de ser una modalidad que exige una gran habilidad, fuerza y resistencia.

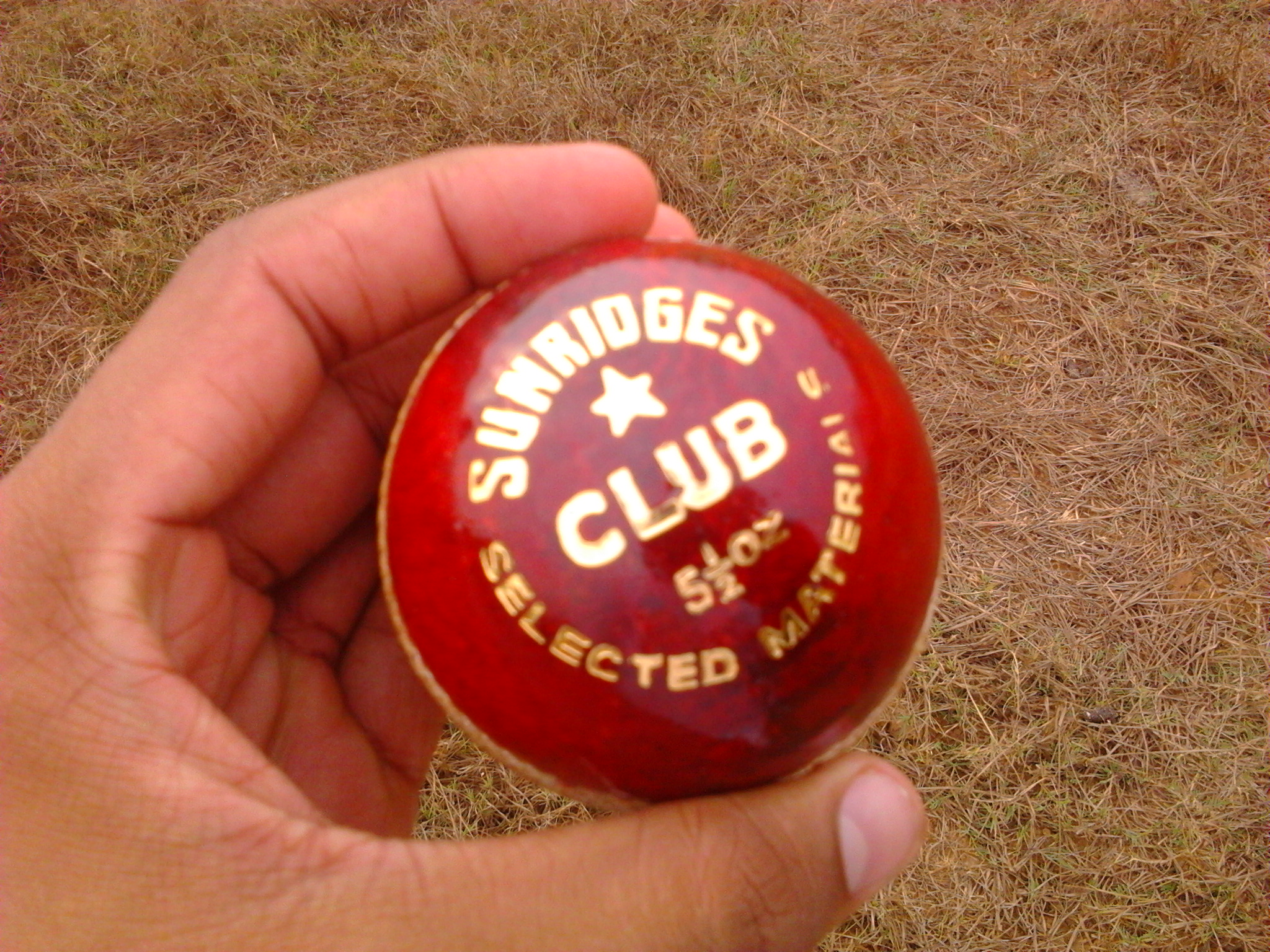
Una pelota de críquet.

## Historia
El primer partido oficialmente reconocida se disputó el día 15 de marzo de 1877 en el Melbourne Cricket Ground de Melbourne, entre Australia e Inglaterra.

## Selecciones con estatus de test cricket
En la actualidad hay doce selecciones masculinas que representan a naciones individuales, excepto en los casos de Inglaterra (que representa a Inglaterra y Gales), las Indias Occidentales e Irlanda (que representa a toda Irlanda). El estatus de test lo otorga el Consejo Internacional del Criquet. Las selecciones sin este estatus pueden jugar la ICC Intercontinental Cup, diseñada para permitir jugar a selecciones sin este estatus jugar en condiciones similiares a los tests, en una modalidad denominada first-class cricket. Esta tabla enumera las selecciones con estatus de cricket y la fecha de su debut como tal:
| Orden | Selección           | Fecha del primer partido test | Número de partidos hasta la primera victoria | Notas |
| ----- | ------------------- | ----------------------------- | -------------------------------------------- | --- |
| =1    | Australia           | 15–19 de marzo de 1877        | 0                                            | |
| =1    | Inglaterra          | 15–19 de marzo de 1877        | 1                                            | En aquella época representaba a toda Gran Bretaña, pero actualmente representa a Inglaterra y Gales.                                                    |
| 3     | Sudáfrica           | 12 de marzo de 1889           | 11                                           | Excluida del críquet internacional entre el 10 de marzo de 1970 y el 10 de noviembre de 1991 como sanción por la política de apartheid.                 |
| 4     | Indias Occidentales | 23 de junio de 1928           | 5                                            | Formada por jugadores de 10 países caribeños y 5 dependencias.                                                                                          |
| 5     | Nueva Zelanda       | 10 de enero de 1930           | 42                                           | |
| 6     | India               | 25 de junio de 1932           | 24                                           | Hasta la partición de la India de 1947, representaba también a los actuales Bangladés y Pakistán.                                                       |
| 7     | Pakistán            | 16 de octubre de 1952         | 1                                            | Hasta 1971, incluía también a Bangladés. |
| 8     | Sri Lanka           | 17 de febrero de 1982         | 13                                           | |
| 9     | Zimbabue            | 18 de octubre de 1992         | 10                                           | Suspendido de forma voluntaria entre el 10 de junio de 2004 y el 6 de enero de 2005 y nuevamente entre el 18 de enero de 2006 y el 3 de agosto de 2011. |
| 10    | Bangladés           | 10 de noviembre de 2000       | 34                                           | |
| =11*  | Afganistán          |                               |                                              | |
| =11*  | Irlanda             |                               |                                              | La selección representa a toda Irlanda. |

Afganistán e Irlanda han sido las últimas selecciones en adquirir el estatus, tras la reunión anual de CIC celebrada el 22 de junio de 2017.

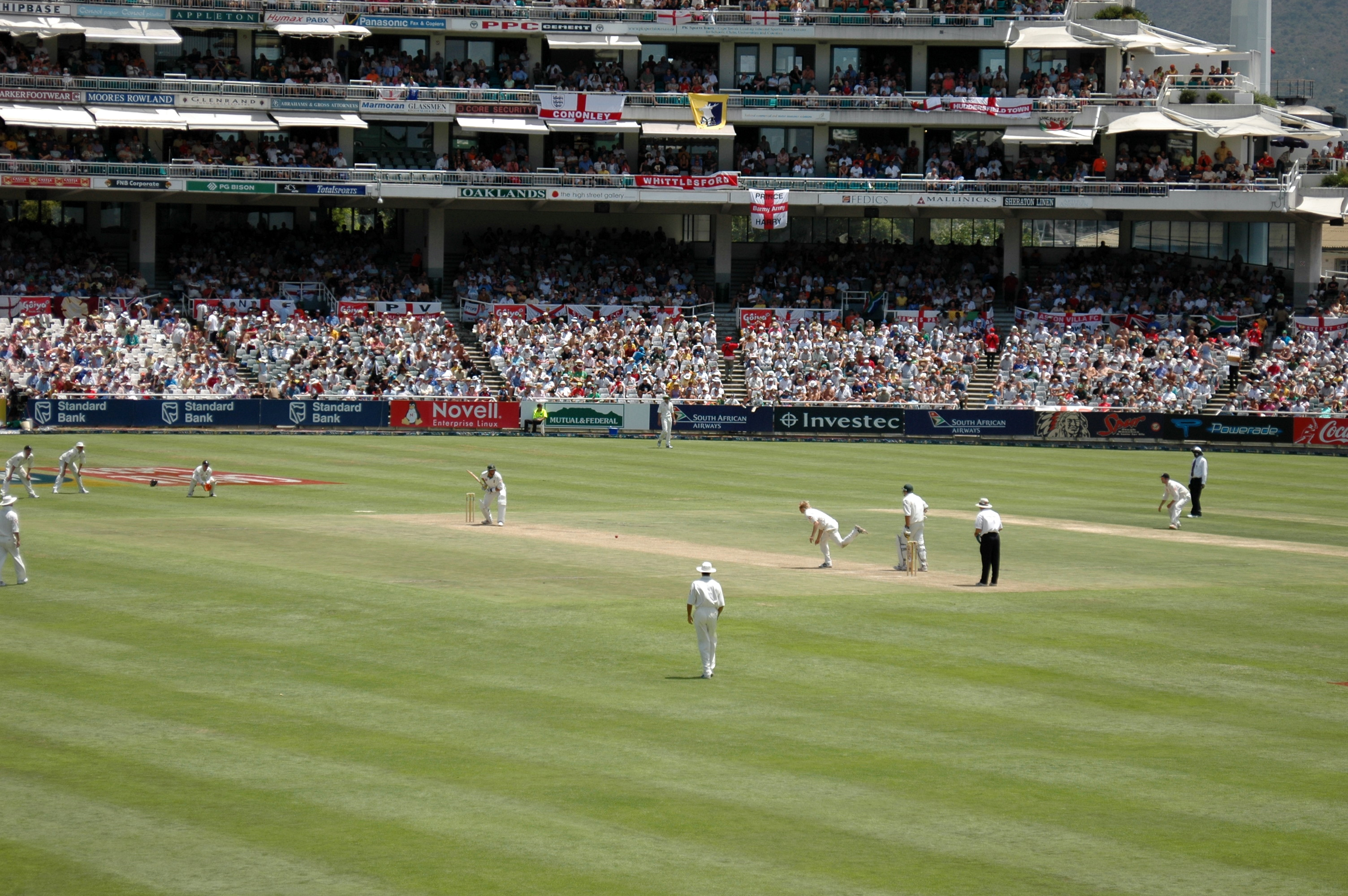
Un partido entre Inglaterra y Sudáfrica en 2005. Los equipos de blanco y los árbitros con pantalones negros. El test cricket se juega tradicionalmente con estas indumentarias y con una pelota roja o rosa en partidos nocturnos.

## Timeless test
El timeless test es un partido test sin límite de tiempo.